# 鐵路應變部隊
鐵路應變部隊（英文：Railway Response Team，縮寫：RRT）曾經是隸屬香港警務處鐵路警區的一支特種警察單位，於2018年12月23日成立。

## 歷史
鐵路應變部隊是香港警務處繼特別任務連、反恐特勤隊、機場特警組和海事緊急應變小組之外，第五支擁有反恐能力的隊伍。
2022年11月，警務處將鐵路應變部隊合併到反恐特勤隊。

## 组织
鐵路應變部隊由一名高级督察领导，由一名警署警长辅助。
首批33名人員於2019年7月完成鐵路事故應變課程後投入服務。截至2020年底，鐵路應變部隊增至47人。

## 職責
香港的鐵路系統現時總共有97個站，每日的載客流量有300多萬人次。
部隊專責在全港主要鐵路系統執行反恐及應對突發事件，提升鐵路警區面對危機管理、反恐和人群管理的專業水平及應變能力，並且提供額外資源以執行特別任務。

## 已知裝備

### 個人武器

#### 衝鋒槍
| 武器名稱        | 原產地 | 備註         |
| --------------- | ------ | ------------ |
| SIG Sauer MPX   | 美国   | -            |
| SIG Sauer MPX-K | 美国   | -            |
| HK MP5A3        | 德国   | 少數隊員使用 |

#### 突擊步槍
| 武器名稱      | 原產地 | 備註 |
| ------------- | ------ | ---- |
| SIG Sauer 516 | 美国   | -    |

#### 手槍
| 武器名稱 | 原產地 | 備註       |
| -------- | ------ | ---------- |
| 克拉克17 | 奥地利 | 第三代型號 |

### 個人裝備
- 作戰服
  -  5.11 Rapid Assault Shirt（Storm） / Taclite Pro Pants（Charcoal）
  -  Crye Precision G3 Combat Shirt / Combat Pants（Multicam／Black）
  -  Ops Gen 3 Improved Direct Action Shirt / Stealth Warrior Pants（WG）
  - 平常執勤時會穿著一般警察制服
  -  固固抗炎熱版灰色阻燃戰術蛙服
- 戰術頭盔
  -  Ops-Core FAST XP High Cut（黑色塗裝）
  -  KCI FAST (TYPE A) Ballistic Helmet（黑色塗裝）
- 護目鏡
  -  Pyramex I-Force Slim
  -  Revision StingerHawk
- 抗噪耳機
  -  E-Gear EF-QC-WB Seal Wind Blocker Hearing Protection Communication Headset
  -  OPSMEN EARMOUR M31X
- 夜視鏡
  -  PEAK TACTICAL NVM-12 Submersible
- 對講機
- 防毒面具
  -  AVON FM54
- C91防生化保護衣
- 抗火頭套
  -  Arc'teryx Leaf Assault Balaclava
- 保護手套
- 攜板背心
  -  ESKI GBV-130518 重裝型戰術背心
  -  Tactical Tailor FLPC
    - Multicam

  -  ESKI GBV-160320
  -  Ops Rapid Responder Armor Plate Carrier
- 戰術電筒
  -  Inforce系列
- 瞄準鏡
  -  EOTECH 552全息瞄準鏡（供SIG MPX衝鋒槍使用）
  -  SIG Romeo 4T紅點鏡（供SIG MPX／MPX-K衝鋒槍使用）
  -  Aimpoint Micro T2紅點鏡（供SIG SG 516突擊步槍使用）
  -  Aimpoint 3XMag-1放大鏡（供SIG SG 516突擊步槍使用）

### 戰術裝備
- 搜索筆
- 爆破工具
- 槍套
  -  Safariland 6004
- 防彈盾
  -  FDS Modular Armour Shield Systems
  -  GEAR INDUSTRIES特製防彈盾
  -  GEAR INDUSTRIES GOC-6 TROLLEY MOUNTED SHIELD，俗稱「地盾」
- 無人探測車